# Ми були солдатами… і молодими
Ми були солдатами… і молодими, повна назва українського видання: Ми були солдатами… і молодими: Я-Дранґ — битва, що змінила війну у В’єтнамі  — книга 1992 року генерал-лейтенанта Гаролда Мура та військового журналіста Джозефа Л. Ґелловея про війну США у В'єтнамі. Сюжет твору зосереджений на ролі Першого та Другого батальйонів 7-го кавалерійського полку в битві під долиною Я-Дранґ — першої великої військової битви Сполучених Штатів у в'єтнамській кампанії. Адже у попередніх військових заходах брали участь невеликі підрозділи та патрулі (загони, взводи). 
Українською мовою «Ми були солдатами… і молодими» вийшла у 2018 році у видавництві «Астролябія». Переклала твір Вікторія Дєдик.
Книгу було екранізовано у 2002 році під назвою «Ми були солдатами».

## Опис
Битва на Соммі започаткувала еру танків. Битва у долині ріки Я-Дранґ випробувала вогнем теорію аеромобільних військ. Завдяки майстерності та знанням генерала Гаролда Мура і літературному хисту журналіста Джозефа Ґелловея, учасників битви у долині ріки Я-Дранґ, розкрито тактичні міркування, вплив політики на стратегію війни. Особливості застосування озброєння та інші аспекти мілітарної справи набувають зрозумілих форм, складаючись у виразну картину не лише окремої битви, але й всієї в'єтнамської війни.

## Критика
Книга стала бестселером від New York Times. Американський журналіст та історик Девід Галберстам називає її «приголомшливим досягненням і словами з постійністю мармуру. Я прочитав це і подумав про «Яскраво-червоний знак відваги», найбільший комплімент, про який я можу мріяти». Генерал Норман Шварцкопф заявив, що «ми були колись солдатами...», а «Янг» — це велика книга військової історії, написана під всі канони написання військової історії». Книгу додано до переліку рекомендованої літератури для комендантів морської піхоти, необхідного для кар'єрного зарахованого рівня з 1993 року. «Досвід генерала Гаролда Мура та володіння словом журналіста Джозефа Ґелловея наближують читача до розуміння військових стратегій, політичних впливів, які визначали суть військових дій у В’єтнамі».

## Переклади українською
У 2018 році українською книгу надрукувало видавництво «Астролябія». 
- Ми були солдатами… і молодими: Я-Дранґ — битва, що змінила війну у В’єтнамі / переклала з англійської Вікторія Дєдик. — Львів: Астролябія, 2018. — 704 с. — ISBN: 978-617-664-137-7[1]